# KTG Heidelberg
Die Kunstturngemeinschaft Heidelberg e. V. (KTG) ist ein Turnverein aus Heidelberg. Der Verein ist Mitglied der Deutschen Turnliga und turnt in der Kunstturn-Bundesliga.

## Geschichte
1991 wurde die KTG Heidelberg durch den Zusammenschluss der drei Stammvereine „Heidelberger Turnverein 1846“, „SG Heidelberg-Kirchheim“ und „TSV Heidelberg-Pfaffengrund“ gegründet. Diese drei Vereine waren in den 1970er und 1980er Jahren die führenden Vereine des männlichen Kunstturnens in der Universitätsstadt. Später kam die „TB Rohrbach“ hinzu.
Die KTG war in der Anfangszeit vorrangig für jugendliche Turner im Altersklassen-Bereich gedacht. Diese sollten ohne komplizierte Startpassregelungen in allen Altersstufen als Heidelberger Mannschaften in Erscheinung treten können. Auch bei Einzelmeisterschaften sollten sie Heidelberg vertreten.
Im Aktivenbereich waren zur Zeit der KTG-Gründung zwei Mannschaften im Ligabetrieb des Badischen Turnerbundes tätig, die als TG Heidelberg I und II an den Start gingen. 1993 qualifizierte sich die TG Heidelberg I als Meister der Badischen Oberliga für den Aufstiegswettkampf zur Regionalliga in Rottweil, scheiterte jedoch. Erst im Folgejahr 1994 gelang der KTG Heidelberg I der Aufstieg in die Regionalliga.
Im Dezember 1996 stieg die KTG Heidelberg I in die 2. Kunstturn-Bundesliga auf, und zwar – wegen Überfüllung der Südstaffel – in die Gruppe Nord. 1997 verstärkte sich die KTG mit dem ukrainischen Talent Oleksandr Beresch, der in der Saison 1997 in Heidelberg herausragende Leistungen erbrachte. In den beiden Folgejahren ging Serhij Wjalzew für die KTG an die Geräte, nachdem die EnBW-KTV Stuttgart seinen Landsmann Beresch in die 1. Liga gelockt hatte.
Im Jahr 2000 beendete der Ungar Miklòs Pànczèl seine turnerische Laufbahn mit einer Reihe hervorragender Wettkämpfe für die KTG. An seine Stelle trat für weitere zwei Ligarunden erneut Sergej Vjalzev, der mittlerweile zu einem der besten Ringeturner der Welt gereift war. Mit seiner Unterstützung gelang der KTG im Jahr 2002 der Aufstieg in die 1. Bundesliga. In den Folgejahren gehörten Dan Potra und Flavius Koczi (beide Rumänien) zum KTG-Team. Bisher blieben die Starts in der 1. Kunstturn-Bundesliga einjährige Gastspiele. Zuletzt turnte die KTG Heidelberg mit Unterstützung des langjährigen deutschen Nationalturners Matthias Fahrig und des norwegischen Meisters Stian Skjerahaug in der Saison 2015 in der 1. Liga.
Die KTG Heidelberg gehört zu den besten Mannschaften Deutschlands. Der Verein fühlt sich seinem Nachwuchs verpflichtet und gehört im Stützpunktsystem des Badischen und Schwäbischen Turner-Bundes zu den tragenden Säulen des Talentaufbaus in Baden-Württemberg. Das Turnzentrum Heidelberg trägt außerdem den Titel „DTB Turn Talentschule“.

## Bekannte Turner
- Andreas Hofer
- Michael Wilhelm
- Flavius Koczi
- Dan Potra
- Stefan Engel

## Sporthalle
Die Wettkampfstätte für die Heimwettkämpfe der KTG Heidelberg ist die Sporthalle 2 in Kirchheim. Die Halle umfasst 700 Zuschauerplätze.